# Сафарово (Миякинский район)
Сафа́рово (баш. Сафар) — деревня в Миякинском районе Республики Башкортостан Российской Федерации. Входит в состав Енебей-Урсаевского сельсовета.

## География
Деревня находится на левом берегу реки Дёма.

### Географическое положение
Расстояние до:
- районного центра села Киргиз-Мияки: 35 км,
- центра сельсовета села Енебей-Урсаево: 10 км,
- ближайшей ж/д станции села Аксёново: 59 км.

## Население
| 2002 | 2009 | 2010 |
| ---- | ---- | ---- |
| 339  | ↗365 | ↘288 |

### Национальный состав
Согласно переписи 2002 года, преобладающая национальность — башкиры (100 %).